# Count Your Blessings Instead of Sheep
Count Your Blessings Instead of Sheep ist ein Song,  der von Irving Berlin geschrieben und 1954 veröffentlicht wurde.
Berlin schrieb den Song für den Film Weiße Weihnachten (White Christmas, 1955) unter der Regie von Michael Curtiz. In dem Film singt Bing Crosby neben dem bekannten Weihnachtslied White Christmas auch Count Your Blessings Instead of Sheep. Die Worte Count Your Blessings übernahm Berlin wohl aus der Hymne When Upon Life’s Billow von Johnson Oatman Jr. aus dem Jahr 1897. Durch die Popularität des Lieds wurde Count Your Blessings Instead of Sheep in den Vereinigten Staaten zu einer Redewendung.

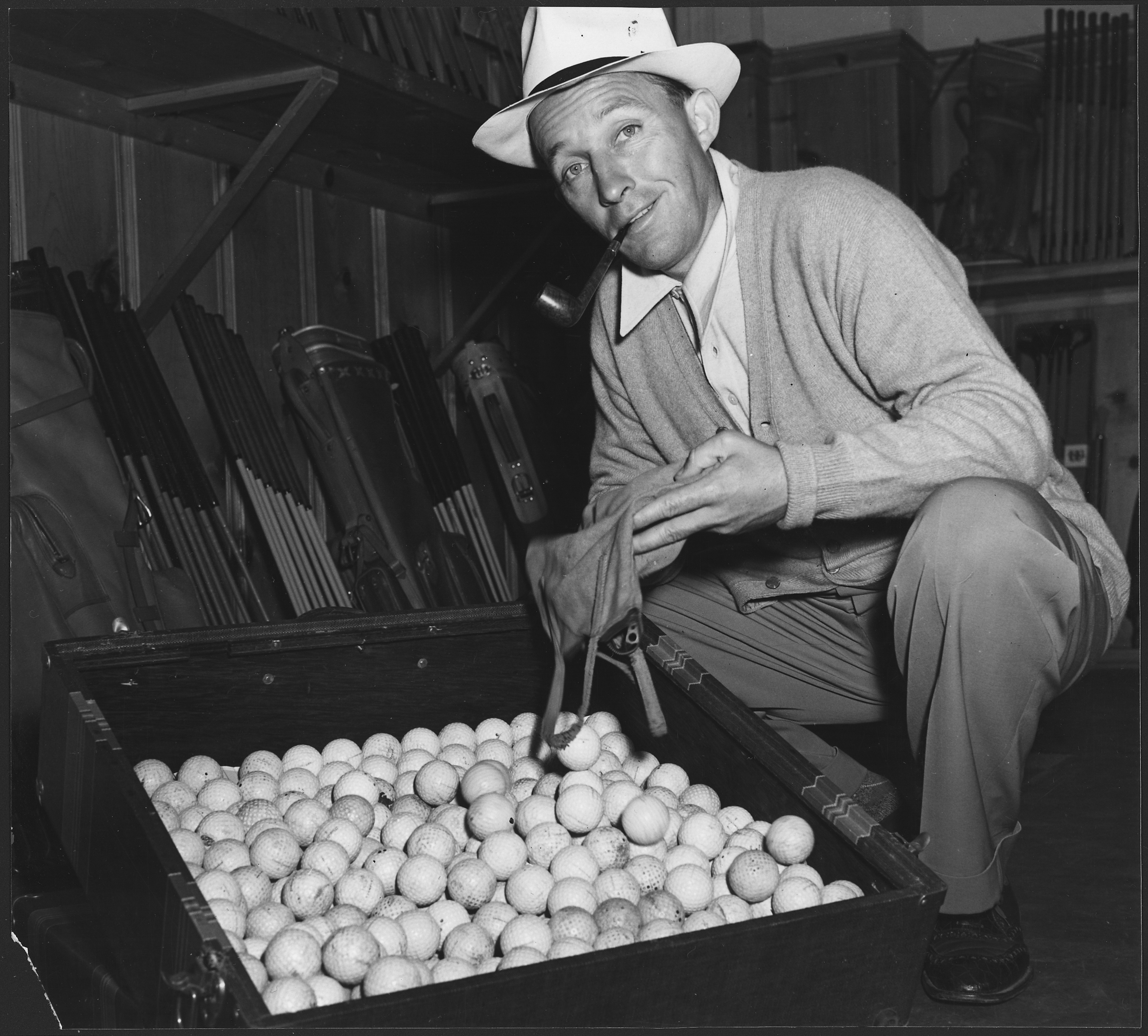
Bing Crosby (1942)

Das Lied erhielt darauf 1955 eine Oscar-Nominierung in der Kategorie Bester Song. Die ersten Zeilen des Lieds lauten:
When I’m worried and I can’t sleep
I count my blessing instead of sheep
And I fall asleep, counting my blessings.
Count Your Blessings Instead of Sheep wurde in den 1950er-Jahren in den USA von zahlreichen Musikern aufgenommen, u. a. von Rosemary Clooney, Arthur Godfrey, Arthur Norman sowie  von den Vokalbands The Orioles (auf Jubilee Records) und The Demensions (auf Coral). Weitere Coverversionen des Songs nahmen in späteren Jahren u. a. Diana Krall (Christmas Songs, 2005), Steven Pasquale, Ken Peplowski und Toshiko Akiyoshi auf.